# Плесна (зупинний пункт)
Пле́сна — пасажирський залізничний зупинний пункт Козятинської дирекції Південно-Західної залізниці розташований на одноколійній неелектрифікованій лінії Шепетівка — Юськівці.
Розташований біля села Плесна Ізяславського району Хмельницької області між станціями Шепетівка-Подільська (6,5 км) та Ізяслав (10 км).
На зупинному пункті зупиняються приміські поїзди.